# Neuraeschna capillata
Neuraeschna capillata là loài chuồn chuồn trong họ Aeshnidae. Loài này được Machet mô tả khoa học đầu tiên năm 1990.